# Анссі Салмела
Анссі Салмела (фін. Anssi Salmela; 13 серпня 1984, м. Нокіа, Фінляндія) — фінський хокеїст, захисник. Виступає за «Брюнес» у Шведській хокейній лізі.
Вихованець хокейної школи «Ільвес» (Тампере). Виступав за «Таппара» (Тампере), «Пеліканс» (Лахті), «Нью-Джерсі Девілс», «Лоуелл Девілс» (АХЛ), «Чикаго Вулвз» (АХЛ), «Атланта Трешерс», «Олбані Девілс» (АХЛ), «Авангард» (Омськ), МОДО (Ерншельдсвік), ГВ-71 (Єнчопінг), «Фер'єстад» (Карлстад).
У чемпіонатах Фінляндії провів 244 матчі (37+49). В чемпіонатах НХЛ — 112 матчів (4+17). 
У складі національної збірної Фінляндії учасник чемпіонатів світу 2008, 2009, 2011, 2012 і 2015 (39 матчів, 2+6). У складі молодіжної збірної Фінляндії учасник чемпіонату світу 2004. 
Досягнення
- Чемпіон світу (2011), бронзовий призер (2008).
- Срібний призер чемпіонату Росії (2012)
- Бронзовий призер чемпіонату Фінляндії (2008).